# Ashmeadiella rufipes
Ashmeadiella rufipes är en biart som beskrevs av Stephen J. Titus 1904. Ashmeadiella rufipes ingår i släktet Ashmeadiella och familjen buksamlarbin. Inga underarter finns listade i Catalogue of Life.